# Doeringiella joergenseni
Doeringiella joergenseni är en biart som först beskrevs av Heinrich Friese 1908.  Doeringiella joergenseni ingår i släktet Doeringiella och familjen långtungebin. Inga underarter finns listade i Catalogue of Life.